# Никулино (Добрянский район)
Никулино — село в Добрянском районе Пермского края. Входит в состав Перемского сельского поселения.

## Географическое положение
Село расположено примерно в 1 км от берега реки Косьва. В 2,5 км к востоку от села проходит автомобильная дорога Пермь — Березники.

## Население
| 2010 |
| ---- |
| 284  |

## Топографические карты
- Лист карты O-40-42 Чёлва. Масштаб: 1 : 100 000. Состояние местности на 1982 год. Издание 1988 г.